# FIT Distribution
FIT Distribution este o companie care activează pe piața de distribuție IT din România, înființată în anul 2002.
Compania operează mai multe magazine online: PcFun.ro, lansat în anul 2006, și ElectroFun.ro, lansat în septembrie 2007.
Compania deține, de asemenea, domeniul 24PC.ro și a preluat recent (în 2009) magazinul shopit.ro.
Cifra de afaceri:
- 2010: 28,5 milioane euro[2]
- 2008: 23 milioane de dolari (17,5 milioane euro), cu 30% mai mare decât în 2007.[1]